# Lognes
Lognes és un municipi francès, situat al departament de Sena i Marne i a la regió de Illa de França. L'any 2007 tenia 14.738 habitants.
Forma part del cantó de Champs-sur-Marne, del districte de Torcy i de la Comunitat d'aglomeració de París-Vallée de la Marne.

## Demografia

### Població
El 2007 la població de fet de Lognes era de 14.738 persones. Hi havia 4.716 famílies, de les quals 912 eren unipersonals (432 homes vivint sols i 480 dones vivint soles), 808 parelles sense fills, 2.331 parelles amb fills i 665 famílies monoparentals amb fills.
La població ha evolucionat segons el següent gràfic:
Habitants censats

### Habitatges
El 2007 hi havia 5.002 habitatges, 4.863 eren l'habitatge principal de la família, 7 eren segones residències i 131 estaven desocupats. 1.232 eren cases i 3.752 eren apartaments. Dels 4.863 habitatges principals, 2.620 estaven ocupats pels seus propietaris, 2.048 estaven llogats i ocupats pels llogaters i 194 estaven cedits a títol gratuït; 236 tenien una cambra, 647 en tenien dues, 1.191 en tenien tres, 1.620 en tenien quatre i 1.169 en tenien cinc o més. 4.052 habitatges disposaven pel capbaix d'una plaça de pàrquing. A 2.682 habitatges hi havia un automòbil i a 1.233 n'hi havia dos o més.

### Piràmide de població
La piràmide de població per edats i sexe el 2009 era:
| Homes | Edats   | Dones |
| ----- | ------- | ----- |
| 0     | 95 o +  | 0     |
| 0     | 90 a 94 | 12    |
| 8     | 85 a 89 | 8     |
| 12    | 80 a 84 | 0     |
| 16    | 75 a 79 | 40    |
| 48    | 70 a 74 | 40    |
| 48    | 65 a 69 | 76    |
| 108   | 60 a 64 | 60    |
| 232   | 55 a 59 | 228   |
| 500   | 50 a 54 | 356   |
| 612   | 45 a 49 | 696   |
| 572   | 40 a 44 | 764   |
| 580   | 35 a 39 | 568   |
| 560   | 30 a 34 | 612   |
| 468   | 25 a 29 | 548   |
| 576   | 20 a 24 | 624   |
| 764   | 15 a 19 | 800   |
| 824   | 10 a 14 | 732   |
| 624   | 5 a 9   | 588   |
| 444   | 0 a 4   | 436   |

## Economia
El 2007 la població en edat de treballar era d'11.035 persones, 8.361 eren actives i 2.674 eren inactives. De les 8.361 persones actives 7.338 estaven ocupades (3.745 homes i 3.593 dones) i 1.024 estaven aturades (503 homes i 521 dones). De les 2.674 persones inactives 374 estaven jubilades, 1.612 estaven estudiant i 688 estaven classificades com a «altres inactius».

### Ingressos
El 2009 a Lognes hi havia 4.704 unitats fiscals que integraven 14.171 persones, la mediana anual d'ingressos fiscals per persona era de 17.651 €.

### Activitats econòmiques
Dels 686 establiments que hi havia el 2007, 3 eren d'empreses extractives, 4 d'empreses alimentàries, 8 d'empreses de fabricació de material elèctric, 2 d'empreses de fabricació d'elements pel transport, 39 d'empreses de fabricació d'altres productes industrials, 31 d'empreses de construcció, 170 d'empreses de comerç i reparació d'automòbils, 96 d'empreses de transport, 43 d'empreses d'hostatgeria i restauració, 42 d'empreses d'informació i comunicació, 36 d'empreses financeres, 20 d'empreses immobiliàries, 113 d'empreses de serveis, 61 d'entitats de l'administració pública i 18 d'empreses classificades com a «altres activitats de serveis».
Dels 96 establiments de servei als particulars que hi havia el 2009, 1 era una oficina d'administració d'Hisenda pública, 1 oficina del servei públic d'ocupació, 1 oficina de correu, 6 oficines bancàries, 3 tallers de reparació d'automòbils i de material agrícola, 2 establiments de lloguer de cotxes, 13 autoescoles, 3 paletes, 2 guixaires pintors, 4 fusteries, 6 lampisteries, 9 electricistes, 4 empreses de construcció, 4 perruqueries, 1 veterinari, 27 restaurants, 7 agències immobiliàries, 1 tintoreria i 1 saló de bellesa.
Dels 34 establiments comercials que hi havia el 2009, 2 eren supermercats, 3 grans superfícies de material de bricolatge, 4 botigues de més de 120 m², 2 botiges de menys de 120 m², 3 fleques, 2 llibreries, 3 botigues de roba, 3 botigues d'equipament de la llar, 1 una botiga d'equipament de la llar, 3 botigues d'electrodomèstics, 3 botigues de mobles, 1 una botiga de mobles, 1 una botiga de material esportiu, 1 una botiga de material de revestiment de parets i terra, 1 una perfumeria i 1 una joieria.

## Equipaments sanitaris i escolars
Els 5 equipaments sanitaris que hi havia el 2009 eren farmàcies.
El 2009 hi havia 4 escoles maternals i 6 escoles elementals. A Lognes hi havia 2 col·legis d'educació secundària i 1 liceu d'ensenyament general. Als col·legis d'educació secundària hi havia 1.030 alumnes i als liceus d'ensenyament general 753.
Lognes disposava de 4 centres de formació no universitària superior, des quals1 era de formació tècnica, 1 de formació sanitària i 2 d'altra formació. Disposava d'un centre d'ensenyament general superior privat.

## Poblacions properes
El següent diagrama mostra les poblacions més properes.